# 84-48
84-48 (znan tudi samo kot 84) je kompilacijski album slovenske alternativne glasbe, izdan leta 1984 pri ZKP RTV Ljubljana. Sestavil ga je Igor Vidmar, na njem pa so pesmi slovenskih industrial skupin Borghesia, Abbildungen Varieté, Laibach (in njihovega stranskega projekta 300.000 Verschiedene Krawalle) ter punkovskih skupin O! Kult, Otroci socializma, Čao pičke in Via Ofenziva.
Na zadnji strani ovitka plošče je citat iz distopičnega romana 1984 pisatelja Georgea Orwella, ki ga izreče lik O'Brien: »Oblast ni sredstvo, oblast je namen. Diktature ne vzpostaviš z namenom, da bo čuvala revolucijo; revolucijo delaš z namenom, da vzpostaviš diktaturo... Namen oblasti je oblast.«

## Seznam pesmi
| Stran A | Stran A               | Stran A             | Stran A |
| Št.     | Naslov                | Izvajalec           | Dolžina |
| ------- | --------------------- | ------------------- | ------- |
| 1.      | „Divlja horda‟        | Borghesia           | 2:59    |
| 2.      | „Pokušaj‟             | Borghesia           | 4:15    |
| 3.      | „Ishodište subjekta‟  | Abbildungen Varieté | 5:03    |
| 4.      | „Policijski hit‟      | 300.000 V.K.        | 3:27    |
| 5.      | „1. TV Generacija‟    | 300.000 V.K.        | 2:58    |
| 6.      | „Uvod v Jaruzelskega‟ | Laibach             | 0:26    |

| Stran B | Stran B           | Stran B           | Stran B |
| Št.     | Naslov            | Izvajalec         | Dolžina |
| ------- | ----------------- | ----------------- | ------- |
| 7.      | „Za ljudi‟        | O! Kult           | 3:53    |
| 8.      | „Pesem št. 3‟     | Otroci socializma | 1:39    |
| 9.      | „Vojak‟           | Otroci socializma | 3:02    |
| 10.     | „Pesem B‟         | Čao pičke         | 3:04    |
| 11.     | „Kaj ti rečem‟    | Čao pičke         | 1:19    |
| 12.     | „Minimalni ritem‟ | Via Ofenziva      | 2:14    |
| 13.     | „Preleter‟        | Via Ofenziva      | 2:18    |
| 14.     | „Mrtvi igralci‟   | Via Ofenziva      | 2:57    |